# Carl Julius Dannenberg
Carl Julius Dannenberg (né le 15 décembre 1813 à Jever et mort le 20 avril 1875 à Birkenfeld) est un juge oldenbourgeois. Il est président du parlement oldenbourgeois (de) et membre du Reichstag de la Confédération de l'Allemagne du Nord.

## Biographie
En tant que fils du pharmacien Georg Heinrich Dannenberg, Dannenberg étudie au lycée Marie de Jever. Il commence à étudier le droit à l'Université Robert-Charles de Heidelberg en 1834 et est accepté dans le Corps Guestphalia Heidelberg (de) en 1835. Lorsqu'il est inactif, il passe à l'Université Louis-et-Maximilien de Munich et à l'Université Georges-Auguste de Göttingen.
À partir de 1841, il est auditeur officiel à Minsen et Damme et à partir de 1844 secrétaire du cabinet d'avocats d'Oldenbourg. En 1847, il devient juge au tribunal de district de Neuenburg, en 1850 au tribunal de district d'Oldenbourg et à partir de 1852, il est affecté à la magistrature en tant que juge assistant et au tribunal de grande instance l'année suivante. En 1855, il est nommé juge principal et en 1858 juge d'appel. À partir de 1861, il est juge assistant à la Haute Cour d'appel et en 1866 directeur de la Haute Cour à Birkenfeld, ville résidentielle de la principauté de Birkenfeld , qui fait partie du grand-duché d'Oldenbourg.
Dannenberg prend une part active à la vie politique du duché dès son plus jeune âge et est l'un des premiers parlementaires. En 1848, il est membre du parlement oldenbourgeois (de). De 1848 à 1851 et de 1860 à 1866, il est membre libéral de gauche du parlement oldenbourgeois, en 1861 vice-président et en 1862/63 et 1866 son président.
En 1867, il est député du Reichstag de la Confédération de l'Allemagne du Nord pour la 1re circonscription d'Oldenbourg (Oldenbourg, Eutin, Birkenfeld) avec le Parti national-libéral.